# La Rivière-Enverse
La Rivière-Enverse è un comune francese di 467 abitanti situato nel dipartimento dell'Alta Savoia della regione dell'Alvernia-Rodano-Alpi.

## Società

### Evoluzione demografica
Abitanti censiti